# Okrug Šaľa
Okrug Šaľa (slovački: Okres Šaľa) nalazi se u zapadnoj Slovačkoj u Nitranskom kraju.  U okrugu živi 49 971 stanovnika, dok je gustoća naseljenosti 140,40 stan/km². Ukupna površina okruga je 355,90 km². Glavni grad okruga Šaľa je istoimeni grad Šaľa s 19 934 stanovnika.

## Stanovništvo
| Godina:     | 1994.  | 2004.   | 2014.   | 2024.   |
| ----------- | ------ | ------- | ------- | ------- |
| Broj ljudi: | 54 540 | 54 110  | 52 780  | 49 971  |
| Razlika:    |        | −0,78 % | −2,45 % | −5,32 % |

| Godina:     | 2023.  | 2024.   |
| ----------- | ------ | ------- |
| Broj ljudi: | 50 384 | 49 971  |
| Razlika:    |        | −0,81 % |

## Gradovi
- Šaľa

## Općine
| - Diakovce - Dlhá nad Váhom - Hájske - Horná Kráľová | - Kráľová nad Váhom - Močenok - Neded - Selice | - Tešedíkovo - Trnovec nad Váhom - Vlčany - Žihárec |